# Petre Andreevski

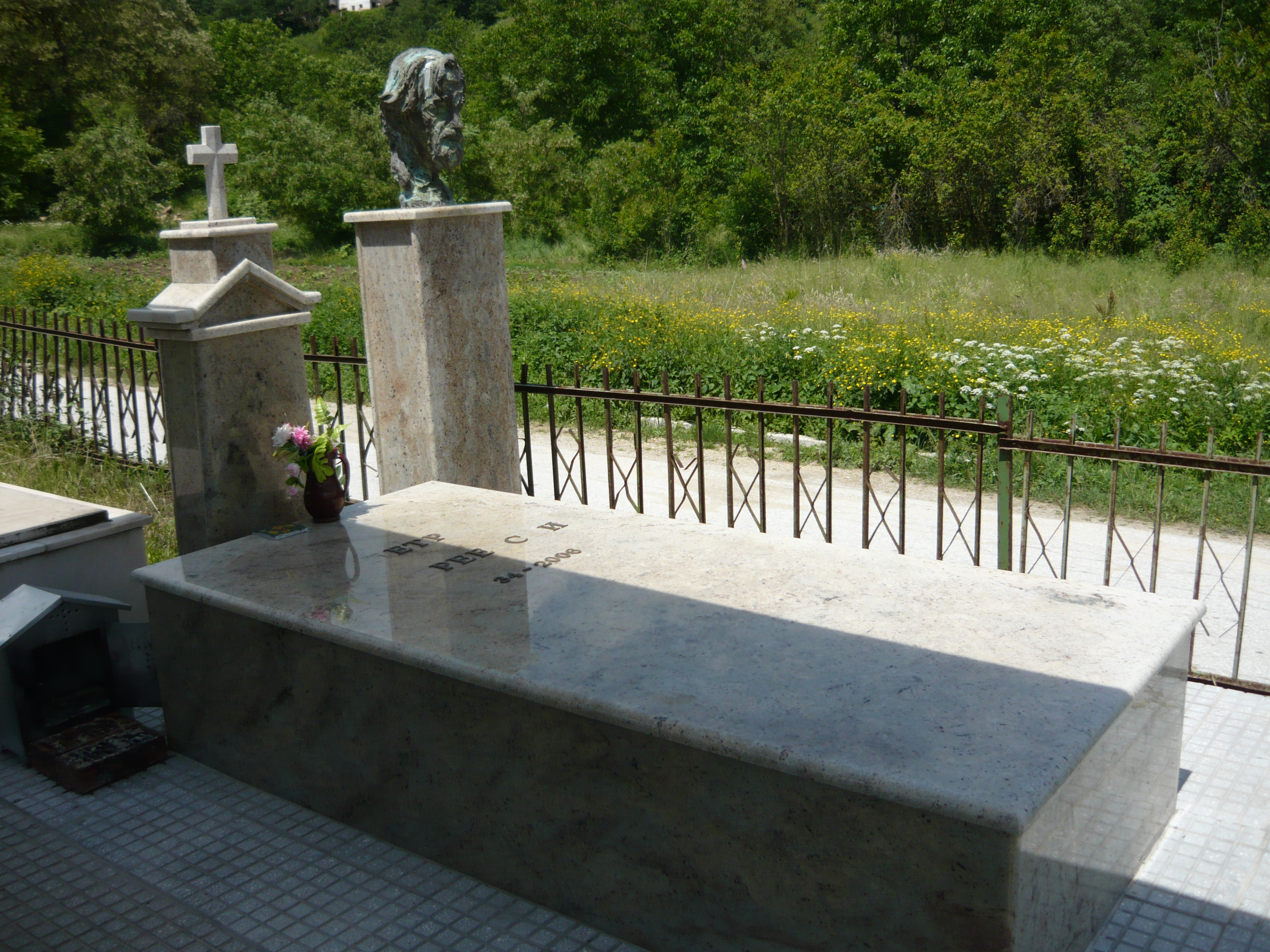
Grób Petre M. Andreevski w Sloešticy

Petre Andreevski (ur. 18 lipca 1934 w Sloešticy, zm. 25 września 2006 w Skopju) – macedoński pisarz.

## Życiorys
Studiował na Wydziale Filozoficznym uniwersytetu w Skopju, pracował jako wiejski nauczyciel. Pisał wiersze inspirowane macedońskim folklorem, wydane w zbiorze Ptica potajnica (1980), a także opowiadania i powieści, w których ukazywał ludową wizję świata, często przy zastosowaniu techniki tzw. skazu. Ważniejsze jego dzieła to Pirej (1980), Skakulci (1984), Nebesna Timjanovna (1989) i Poslednite selani (1997). Jest również autorem dramatów Odbrani dela (t. 1–5, 1983–84) i Izbrani dela (t. 1–5, 1992). Polski przekład jego wierszy ukazał się w 1974 w antologii Wiersze znad Ochrydu.
W 2007 pośmiertnie odznaczony Orderem Zasługi Republiki Macedonii. 